# Ганнівська сільська рада (Дунаєвецький район)
Га́ннівська сільська́ ра́да — адміністративно-територіальна одиниця та орган місцевого самоврядування в Кам'янець-Подільському районі Хмельницької області. Адміністративний центр — село Ганнівка.

## Загальні відомості
Ганнівська сільська рада утворена в 1992 році.
- Територія ради: 12,609 км²
- Населення ради: 702 особи (станом на 2001 рік)
- Територією ради протікає річка Тернавка

## Населені пункти
Сільській раді підпорядковані населені пункти:
- с. Ганнівка

## Склад ради
Рада складається з 14 депутатів та голови.
- Голова ради: Залевський Володимир Броніславович
- Секретар ради: Чедрик Валентина Миколаївна

### Керівний склад попередніх скликань
| Прізвище, ім'я, по батькові        | Основні відомості                                                                           | Дата обрання | Дата звільнення |
| ---------------------------------- | ------------------------------------------------------------------------------------------- | ------------ | --------------- |
| Залевський Володимир Броніславович | Сільський голова, 1963 року народження, освіта середня спеціальна, безпартійний             | 26.03.2006   | 31.10.2010      |
| Залевський Володимир Броніславович | Сільський голова, 1963 року народження, освіта середня спеціальна, член партії Єдиний Центр | 31.10.2010   |                 |

Примітка: таблиця складена за даними сайту Верховної Ради України

### Депутати
За результатами місцевих виборів 2010 року депутатами ради стали:

#### За суб'єктами висування
| Суб'єкт висування | Кількість обраних депутатів | %   |
| ----------------- | --------------------------- | --- |
| Самовисування     | 14                          | 100 |

#### За округами
| № округу | Прізвище, ім'я, по батькові        | Дата визнання обраним | Освіта  | Партійна приналежність | Відомості про обраного депутата                                                  |
| -------- | ---------------------------------- | --------------------- | ------- | ---------------------- | -------------------------------------------------------------------------------- |
| 1        | Лігоцька Наталія Олександрівна     | 05.11.2010            | середня | позапартійна           | Дунаєвецька ЦРЛ, лаборант реанімаційного відділення                              |
| 2        | Гудзяк Леся Антонівна              | 05.11.2010            | середня | позапартійна           | Ганнівська сільська рада, головний бухгалтер                                     |
| 3        | Врищ Анатолій Антонович            | 05.11.2010            | середня | позапартійний          | тимчасово не працює                                                              |
| 4        | Капучак Валентина Олександрівна    | 05.11.2010            | вища    | позапартійна           | Ганнівська загальноосвітня школа І-ІІІ ст., вчитель                              |
| 5        | Барабанова Олена Йосипівна         | 05.11.2010            | середня | позапартійна           | Ганнівська загальноосвітня школа І-ІІІ ст., комірник                             |
| 6        | Берекець Ігор Миколайович          | 05.11.2010            | середня | позапартійний          | Ганнівський фельдшерсько-акушерський пункт, фельдшер                             |
| 7        | Афіновська Антоніна Миколаївна     | 05.11.2010            | вища    | позапартійна           | приватний підприємець                                                            |
| 8        | Врублевська Наталія Василівна      | 05.11.2010            | вища    | позапартійна           | Сільськогосподарський виробничий кооператив «Діброва», бухгалтер                 |
| 9        | Чедрик Валентина Миколаївна        | 05.11.2010            | середня | позапартійна           | Ганнівська сільська рада, секретар                                               |
| 10       | Михайлова Марія Михайлівна         | 05.11.2010            | вища    | позапартійна           | Ганнівська загальноосвітня школа, вчитель                                        |
| 11       | Лопушанська Світлана Олександрівна | 05.11.2010            | середня | позапартійна           | Дунаєвецька філія ВАТ «Хмельницькгаз», контролер                                 |
| 12       | Петрова Валентина Семенівна        | 05.11.2010            | вища    | член Партії регіонів   | Сільськогосподарський виробничий кооператив «Діброва», головний агроном          |
| 13       | Петров Юрій Анатолійович           | 05.11.2010            | вища    | позапартійний          | Сільськогосподарський виробничий кооператив «Діброва», агроном по захисту рослин |
| 14       | Савова Оксана Семенівна            | 05.11.2010            | середня | член Партії регіонів   | Ганнівська сільська рада, бібліотекар, касир-рахівник                            |